# Phlyctenosis alluaudi
Phlyctenosis alluaudi är en skalbaggsart som först beskrevs av Auguste Lameere 1903.  Phlyctenosis alluaudi ingår i släktet Phlyctenosis och familjen långhorningar.
Artens utbredningsområde är Madagaskar. Inga underarter finns listade i Catalogue of Life.